# Ветлосян (станция)
Ветлася́н (коми Ветласьны) — грузовая железнодорожная станция Северной железной дороги на 1560,9 км участка Микунь — Сосногорск.

## Общие сведения
Станция территориально расположена в микрорайоне Подгорный города Ухта Республике Коми Российской Федерации. Открыта в 1943 как блокпост 3 км на Ижемском отделении Северо-Печорской железной дороги. Блокпост был необходим для увеличения пропускной способности железнодорожного участка Микунь — Сосногорск в годы Великой Отечественной войны для нужд экономики. По мере развития инфраструктуры блокпоста, в связи с пуском Ухтинского нефтеперерабатывающего завода, в 1956 году блокпост получил название станция Ветласян. Станция Ветласян стала одной из самых крупных грузовых станций на Северной железной дороге. В 1972 году на станции введена в действие электрическая централизация стрелок и сигналов.
Развёрнутая длина железнодорожных путей станции превышает 50 км. К ней примыкает парк основного грузоотправителя ООО «Лукойл-нефтепродукт» и связанный с ним однопутный перегон, оборудованный полуавтоблокировкой.
В марте 2019 года станция была включена в программу "по улучшению освещённости железнодорожных станций".

## Двоякое наименование
На многих документах , расписаниях  и картах  станция также именуется как Ветласян.

## Пассажирское движение
По состоянию на 2019 год по станции проходят пассажирские поезда дальнего следования № 305 сообщением Усинск — Сыктывкар — Усинск .